# Armand Louis François Tréhot de Clermont
Armand Louis François Tréhot de Clermont est un homme politique français né le 5 août 1762 à Pont-Croix et mort le 23 août 1823 à Pont-Croix.

## Biographie
Fils de Louis François Trehot, sieur de Clermont, maire de Pont-Croix, et d'Élisabeth Marguerite Rohou, Armand Louis François Tréhot de Clermont se fait recevoir avocat au parlement en 1785, et devient fermier général du marquis de Forcalquier, et sénéchal de Pont-Croix (1787-1789).
Député de Quimper aux États de Bretagne en 1789, il est élu, le 22 avril 1789, deuxième député suppléant du tiers aux États généraux par les sénéchaussées de Quimper et de Concarneau, et est admis à siéger le 6 novembre 1789, au refus du premier suppléant, en remplacement de Le Guillou de Kerincuff, démissionnaire. Son rôle à la Chambre est des plus obscurs, et son nom n'est pas cité au Moniteur.
Membre du directoire de district de Pont-Croix en l'an III, puis du directoire de département en l'an VI, il applique sans ménagement les lois édictées contre les prêtres insermentés après le coup d'État du 18 fructidor, devient, sous l'Empire, procureur impérial à Châteaulin, et quitte les fonctions publiques à la première Restauration.  

## Sources
- Dictionnaire des parlementaires français de 1789 à 1889 (Adolphe Robert et Gaston Cougny)